# 富士登山駅伝競走大会

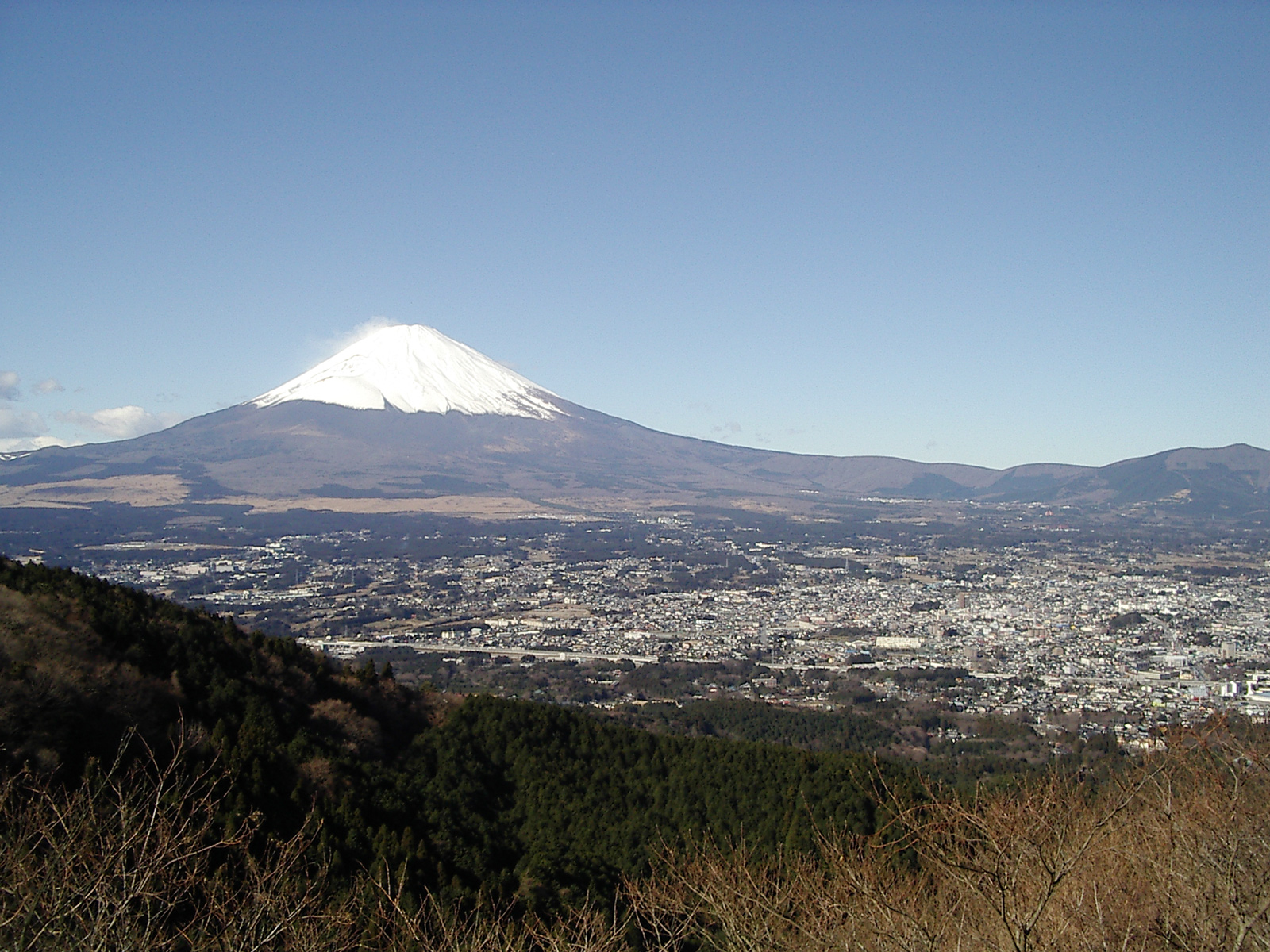
御殿場市街と富士山

秩父宮記念 富士登山駅伝競走大会（ちちぶのみやきねん ふじとざんえきでんきょうそうたいかい）は、静岡県御殿場市で開催される富士山の麓と山頂を往復する駅伝。8月第1日曜日に開催される。世界で最も高低差の大きい駅伝である。
2025年大会終了時点で、最多優勝は滝ヶ原自衛隊の30回である。

## 歴史
御殿場における富士山での競走は金栗四三が発起人となった1913年（大正2年）7月25日の富士登山競走までさかのぼる（富士吉田市で現在開かれる同名の大会との関係はない）。この競技は御殿場口五合目太郎坊から富士山頂までの速さを個人で競うものだった。1925年（大正13年）に御殿場駅前と富士山頂を往復する富士登山往復駅伝が開始。1939年（昭和14年）に第二次世界大戦のため中止。1951年（昭和26年）から1954年まで4回開催されたあと、再び中断。1976年（昭和51年）に復活した。この大会を第1回として以後続いている（2020年・21年大会はコロナ禍により中止）。
経験（区間・登山走-下山走）した選手にもよるが日本で一番過酷（坂が急で登れない・二の足を踏んで前に進まない・坂が急で止まらない・下れず転ぶ）だと言われる駅伝のひとつとして有名である。1976年の第1回大会は青年の家から7合5勺折り返しのコースで行われ、1977年の第2回より御殿場駅前をスタートし、富士山頂を折り返して御殿場市民会館をゴールとするコースに変更した。その後、スタート・ゴール地点は1993年に新設された御殿場市陸上競技場に変更された（スタート地点のみ御殿場駅前に戻った時期もある）。今は自衛隊の部（自衛隊チームのみ）と一般の部（学生・社会人・クラブチーム等）に分けて表彰している。

## コースの特徴
御殿場市陸上競技場（標高約580m）をスタート・ゴール地点とし、富士山山頂で折り返す48.19kmを6人・11区間で往復する。1区から6区まで富士山を登り、頂上まで来た6区の選手は山頂の富士山本宮浅間大社奥宮でたすきに判を押してもらい、来た道を下山。7区以降は同じ道を登った選手（すなわち7区は5区の走者、8区は4区の走者、……、11区は1区の走者）が下る。
| 往路 | 往路           | 往路 | 区間   | 区間     |
| 区   | 距離           | 距離 | 区間   | 区間     |
| ---- | -------------- | ---- | ------ | -------- |
|      |                |      | 山頂   | 標高差   |
| 6区  | 4.92㎞（折返） | ↑    | 山頂   | 618m     |
| 6区  | 4.92㎞（折返） | ↑    | 7合5勺 | 618m     |
| 5区  | 4.24㎞         | ↑    | 1,017m |          |
| 5区  | 4.24㎞         | ↑    | 1,017m | 2合8勺   |
| 4区  | 2.84㎞         | ↑    | 664m   |          |
| 4区  | 2.84㎞         | ↑    | 664m   | 太郎坊   |
| 3区  | 4.54km         | ↑    | 371m   |          |
| 3区  | 4.54km         | ↑    | 371m   | 馬返し上 |
| 2区  | 4.64km         | ↑    | 345m   |          |
| 2区  | 4.64km         | ↑    | 345m   | 青年の家 |
| 1区  | 6.19km         | ↑    | 184m   |          |
| 1区  | 6.19km         | ↑    | 184m   | 市競技場 |
| 区   | 距離           | 距離 | 標高差 |          |

| 復路 | 復路           | 復路 | 区間   | 区間     |
| 区   | 距離           | 距離 | 区間   | 区間     |
| ---- | -------------- | ---- | ------ | -------- |
|      |                |      | 山頂   | 標高差   |
| 6区  | 4.92㎞（折返） | ↓    | 山頂   | 618m     |
| 6区  | 4.92㎞（折返） | ↓    | 7合5勺 | 618m     |
| 7区  | 3.66㎞         | ↓    | 1,017m |          |
| 7区  | 3.66㎞         | ↓    | 1,017m | 2合8勺   |
| 8区  | 2.59㎞         | ↓    | 664m   |          |
| 8区  | 2.59㎞         | ↓    | 664m   | 太郎坊   |
| 9区  | 4.44km         | ↓    | 371m   |          |
| 9区  | 4.44km         | ↓    | 371m   | 馬返し上 |
| 10区 | 4.64km         | ↓    | 345m   |          |
| 10区 | 4.64km         | ↓    | 345m   | 青年の家 |
| 11区 | 5.49km         | ↓    | 184m   |          |
| 11区 | 5.49km         | ↓    | 184m   | 市競技場 |
| 区   | 距離           | 距離 | 標高差 |          |

標高差3,199mの大部分が岩や砂の走るのに適さない行程で、過酷なコースである。また、高山のために霧が出て視界が非常に悪くなることもあり、落雷等の危険性が考えられる場合は途中折り返しの処置がとられ、実際に1982年の大会は台風10号の影響を受けて7合5勺の折り返しとなった。なお、高低差の3,199mは駅伝の高低差としては世界一を誇る。
登山道という陸上競技の概念から逸脱したコースを走ることから、一般の陸上競技とは認識されていないのが現状である一方で、全国各地から数多くの自衛隊チームが訓練を兼ねて参加する。
また競技としての面白さや富士登山という日本人のロマンチシズムを刺激することから、この競技のファンは多く自衛隊以外のチームの参加や観戦者も多い。

## 表彰
1990年の第15回大会から総合優勝チームに「秩父宮賜杯」を進呈したが、毎年自衛隊チームが優勝・独占するようになったため、2005年の第30回大会を機に自衛隊の部と一般の部（主に大学・社会人・クラブチームなど）の2部門に分け、さらに同コースで総合優勝を競う駅伝に変更された。自衛隊の部優勝チームには「御殿場市長杯」、一般の部優勝チームには「金栗四三杯」、総合優勝チームに「秩父宮賜杯」が授与される。
秩父宮賜杯は御殿場市に秩父宮別邸があったことにちなむ。

## 観戦ガイド
御殿場市陸上競技場から御殿場口の富士山頂までの静岡県道23号沿道で観戦できる。
テレビ放送での注目は下りの2合8勺中継所前後の「大砂走り」と呼ばれる区間であった。富士山の火山灰がクッションになるので、転びやすいことをかえりみず激しい速さで斜面を駆け下り、次の選手にタスキを渡す。その際に止まり切れず砂の中に転がり込む迫力のある映像が見られた。
地元チームである滝ヶ原自衛隊（富士教導団）と千葉県の第1空挺団が上位の常連でありライバル心も高いとのこと。また選手以外に大会運営にも自衛隊員が多く参加しており、さながら自衛隊の祭典のような一面もある。

## 放送について
テレビ中継は毎年、「雲海を走る!!富士登山駅伝」と題し、テレビ静岡が制作した。第1回大会はテレビ静岡のローカル放送となったが、第2回大会で全国8局ネットの放送となり、その後フジテレビなど全国FNS系列27局（テレビ大分を除く）ネットで録画中継されていたが、2006年（第31回）をもって放送が打ち切られた。2007年以後は、まったく別の特別番組（主にバラエティ番組）を制作して全国ネットで放送している（この時期のテレビ静岡が制作を担当する「責任枠」は現在まで残されている）。
2024年は御殿場市が市制施行70周年にあたり、その記念事業の一環として18年ぶりにテレビ放送が行われることになり、30分のダイジェスト番組をテレビ静岡・BSフジ・テレビ神奈川の3局で放送する。2025年はダイジェスト番組の放送時間を1時間に拡大し、先述の3局に加えてテレビ愛知にも放送する。
常連チームのひとつである「留萌自衛隊」の地元ラジオ局「FMもえる」にて応援実況中継を2008年より実施している。

## 歴代優勝チーム
| 回数   | 開催年 | 優勝チーム         | 優勝チーム         | 優勝チーム               | 備考                                         |
| ------ | ------ | ------------------ | ------------------ | ------------------------ | -------------------------------------------- |
| 第1回  | 1976年 | 八王子富士森走友会 | 八王子富士森走友会 | 八王子富士森走友会       | 大会2連覇                                    |
| 第2回  | 1977年 | 八王子富士森走友会 | 八王子富士森走友会 | 八王子富士森走友会       | 大会2連覇                                    |
| 第3回  | 1978年 | 日本体育大学       | 日本体育大学       | 日本体育大学             |                                              |
| 第4回  | 1979年 | 八王子富士森走友会 | 八王子富士森走友会 | 八王子富士森走友会       | 大会2連覇                                    |
| 第5回  | 1980年 | 八王子富士森走友会 | 八王子富士森走友会 | 八王子富士森走友会       | 大会2連覇                                    |
| 第6回  | 1981年 | 東レ三島           | 東レ三島           | 東レ三島                 |                                              |
| 第7回  | 1982年 | 日本体育大学       | 日本体育大学       | 日本体育大学             |                                              |
| 第8回  | 1983年 | 滝ヶ原自衛隊       | 滝ヶ原自衛隊       | 滝ヶ原自衛隊             | 大会5連覇                                    |
| 第9回  | 1984年 | 滝ヶ原自衛隊       | 滝ヶ原自衛隊       | 滝ヶ原自衛隊             | 大会5連覇                                    |
| 第10回 | 1985年 | 滝ヶ原自衛隊       | 滝ヶ原自衛隊       | 滝ヶ原自衛隊             | 大会5連覇                                    |
| 第11回 | 1986年 | 滝ヶ原自衛隊       | 滝ヶ原自衛隊       | 滝ヶ原自衛隊             | 大会5連覇                                    |
| 第12回 | 1987年 | 滝ヶ原自衛隊       | 滝ヶ原自衛隊       | 滝ヶ原自衛隊             | 大会5連覇                                    |
| 第13回 | 1988年 | 大東文化大学       | 大東文化大学       | 大東文化大学             | 大会2連覇                                    |
| 第14回 | 1989年 | 大東文化大学       | 大東文化大学       | 大東文化大学             | 大会2連覇                                    |
| 第15回 | 1990年 | 滝ヶ原自衛隊       | 滝ヶ原自衛隊       | 滝ヶ原自衛隊             | 大会3連覇                                    |
| 第16回 | 1991年 | 滝ヶ原自衛隊       | 滝ヶ原自衛隊       | 滝ヶ原自衛隊             | 大会3連覇                                    |
| 第17回 | 1992年 | 滝ヶ原自衛隊       | 滝ヶ原自衛隊       | 滝ヶ原自衛隊             | 大会3連覇                                    |
| 第18回 | 1993年 | 第1空挺団          | 第1空挺団          | 第1空挺団                | 大会6連覇                                    |
| 第19回 | 1994年 | 第1空挺団          | 第1空挺団          | 第1空挺団                | 大会6連覇                                    |
| 第20回 | 1995年 | 第1空挺団          | 第1空挺団          | 第1空挺団                | 大会6連覇                                    |
| 第21回 | 1996年 | 第1空挺団          | 第1空挺団          | 第1空挺団                | 大会6連覇                                    |
| 第22回 | 1997年 | 第1空挺団          | 第1空挺団          | 第1空挺団                | 大会6連覇                                    |
| 第23回 | 1998年 | 第1空挺団          | 第1空挺団          | 第1空挺団                | 大会6連覇                                    |
| 第24回 | 1999年 | 滝ヶ原自衛隊       | 滝ヶ原自衛隊       | 滝ヶ原自衛隊             | 大会8連覇                                    |
| 第25回 | 2000年 | 滝ヶ原自衛隊       | 滝ヶ原自衛隊       | 滝ヶ原自衛隊             | 大会8連覇                                    |
| 第26回 | 2001年 | 滝ヶ原自衛隊       | 滝ヶ原自衛隊       | 滝ヶ原自衛隊             | 大会8連覇                                    |
| 第27回 | 2002年 | 滝ヶ原自衛隊       | 滝ヶ原自衛隊       | 滝ヶ原自衛隊             | 大会8連覇                                    |
| 第28回 | 2003年 | 滝ヶ原自衛隊       | 滝ヶ原自衛隊       | 滝ヶ原自衛隊             | 大会8連覇                                    |
| 第29回 | 2004年 | 滝ヶ原自衛隊       | 滝ヶ原自衛隊       | 滝ヶ原自衛隊             | 大会8連覇                                    |
| 回数   | 開催年 | 総合優勝           | 自衛隊の部 優勝    | 一般の部 優勝            | 備考                                         |
| 第30回 | 2005年 | 滝ヶ原自衛隊       | 滝ヶ原自衛隊       | 山梨学院大学             | 滝ヶ原自衛隊 大会8連覇                       |
| 第31回 | 2006年 | 滝ヶ原自衛隊       | 滝ヶ原自衛隊       | 群馬県山岳連盟           | 滝ヶ原自衛隊 大会8連覇                       |
| 第32回 | 2007年 | 板妻34連隊         | 板妻34連隊         | 合志技研RC               |                                              |
| 第33回 | 2008年 | 滝ヶ原自衛隊       | 滝ヶ原自衛隊       | トヨタスポーツマンクラブ | 滝ヶ原自衛隊 大会5連覇                       |
| 第34回 | 2009年 | 滝ヶ原自衛隊       | 滝ヶ原自衛隊       | トヨタスポーツマンクラブ | 滝ヶ原自衛隊 大会5連覇                       |
| 第35回 | 2010年 | 滝ヶ原自衛隊       | 滝ヶ原自衛隊       | トヨタスポーツマンクラブ | 滝ヶ原自衛隊 大会5連覇                       |
| 第36回 | 2011年 | 滝ヶ原自衛隊       | 滝ヶ原自衛隊       | トヨタスポーツマンクラブ | 滝ヶ原自衛隊 大会5連覇                       |
| 第37回 | 2012年 | 滝ヶ原自衛隊       | 滝ヶ原自衛隊       | トヨタスポーツマンクラブ | 滝ヶ原自衛隊 大会5連覇                       |
| 第38回 | 2013年 | 国分自衛隊         | 国分自衛隊         | トヨタスポーツマンクラブ | 国分自衛隊 大会2連覇                         |
| 第39回 | 2014年 | 国分自衛隊         | 国分自衛隊         | トヨタスポーツマンクラブ | 国分自衛隊 大会2連覇                         |
| 第40回 | 2015年 | 滝ヶ原自衛隊       | 滝ヶ原自衛隊       | トヨタスポーツマンクラブ | トヨタスポーツマンクラブ 一般の部大会11連覇  |
| 第41回 | 2016年 | 滝ヶ原自衛隊       | 滝ヶ原自衛隊       | トヨタスポーツマンクラブ | トヨタスポーツマンクラブ 一般の部大会11連覇  |
| 第42回 | 2017年 | 滝ヶ原自衛隊       | 滝ヶ原自衛隊       | トヨタスポーツマンクラブ | トヨタスポーツマンクラブ 一般の部大会11連覇  |
| 第43回 | 2018年 | 滝ヶ原自衛隊       | 滝ヶ原自衛隊       | トヨタスポーツマンクラブ | トヨタスポーツマンクラブ 一般の部大会11連覇  |
| 第44回 | 2019年 | 滝ヶ原自衛隊       | 滝ヶ原自衛隊       | 清水ランニングクラブ     |                                              |
| 第45回 | 2020年 | -                  | -                  | -                        | 新型コロナウイルス感染症の流行により開催中止 |
| 第46回 | 2021年 | -                  | -                  | -                        | 新型コロナウイルス感染症の流行により開催中止 |
| 第47回 | 2022年 | 滝ヶ原自衛隊       | 滝ヶ原自衛隊       | 清水ランニングクラブ     | 滝ヶ原自衛隊 大会9連覇（開催中止期間を挟む） |
| 第48回 | 2023年 | 滝ヶ原自衛隊       | 滝ヶ原自衛隊       | チームきびだんご         | 滝ヶ原自衛隊 大会9連覇（開催中止期間を挟む） |
| 第49回 | 2024年 | 滝ヶ原自衛隊       | 滝ヶ原自衛隊       | 平成山岳会               | 滝ヶ原自衛隊 大会9連覇（開催中止期間を挟む） |
| 第50回 | 2025年 | 滝ヶ原自衛隊       | 滝ヶ原自衛隊       | トヨタスポーツマンクラブ | 滝ヶ原自衛隊 大会9連覇（開催中止期間を挟む） |